# Akira Miyahara
Akira Miyahara (jap. 宮原章 Miyahara Akira; ur. 28 sierpnia 1952) – japoński zapaśnik w stylu wolnym. Zdobył dwa srebrne medale na mistrzostwach świata w 1978 i 1979. Drugi na igrzyskach azjatyckich w 1978. Złoto w mistrzostwach Azji w 1979. Drugi w Pucharze Świata w 1973 roku. Mistrz uniwersjady w 1973. Startował w kategoriach 62–68 kg.